# Ethapur
Ethapur (o Ettapur) è una suddivisione dell'India, classificata come town panchayat, di 10.054 abitanti, situata nel distretto di Salem, nello stato federato del Tamil Nadu. In base al numero di abitanti la città rientra nella classe IV (da 10.000 a 19.999 persone).

## Geografia fisica
La città è situata a 11° 40' 0 N e 78° 28' 60 E e ha un'altitudine di 266 m s.l.m..

## Società

### Evoluzione demografica
Al censimento del 2001 la popolazione di Ethapur assommava a 10.054 persone, delle quali 5.027 maschi e 5.027 femmine. I bambini di età inferiore o uguale ai sei anni assommavano a 1.107, dei quali 570 maschi e 537 femmine. Infine, coloro che erano in grado di saper almeno leggere e scrivere erano 6.757, dei quali 3.786 maschi e 2.971 femmine.